# The Eclipse
The Eclipse (tiếng Thái: คาธ; RTGS: Khat; tạm dịch: Nhật thực) là một bộ phim truyền hình Thái Lan phát sóng năm 2022 với sự tham gia của Kanaphan Puitrakul (First) và Thanawat Rattanakitpaisan (Khaotung). Bộ phim được chuyển thể từ bộ tiểu thuyết cùng tên của tác giả Prapt.
Bộ phim được đạo diễn bởi Tanwarin Sukkhapisit và sản xuất bởi GMMTV cùng với All This Entertainment. Đây là một trong 22 dự án phim truyền hình trong năm 2022 được GMMTV giới thiệu trong sự kiện "GMMTV 2022 Borderless" vào ngày 1 tháng 12 năm 2021. Bộ phim được phát sóng vào lúc 20:30 (ICT), thứ Sáu trên GMM 25 và phát lại vào 22:30 (ICT) cùng ngày trên nền tảng trực tuyến Viu, bắt đầu từ ngày 12 tháng 8 năm 2022. Bộ phim kết thúc vào ngày 28 tháng 10 năm 2022.

## Nội dung
Suppalo, một trong những ngôi trường dành cho nam sinh nổi tiếng nhất cả nước và cũng là ngôi trường có nhiều nội quy nghiêm ngặt. Nhưng cũng có một câu chuyện thần bí về một lời nguyền trừng phạt những học sinh không chấp hành nội quy của trường. Và điều huyền bí này sẽ càng tăng lên khi nhật thực đến gần.
Khi trường học có nội quy sẽ luôn có một nhóm học sinh không muốn tuân theo các quy tắc. Những thành viên của "Băng đảng thế giới không quên" đến với nhau vì họ có cùng tư tưởng không muốn tuân theo các quy tắc chung của trường. Do đó đã đi ra biểu tình để đòi hỏi quyền lợi và sự công bằng, điều này khiến chủ tịch thanh tra  hội học sinh xuất sắc, người hoàn hảo đến từng ngón tay, chẳng hạn như Akk (Kanaphan Puitrakul) và những người bạn thân cũng là thanh tra học sinh Kanlong (Trai Nimtawat) và Wasuwat (Chayapol Jutamas) phải liên tục ngăn cản nhóm học sinh này.
Nhưng có một cậu bé mới Ayan (Thanawat Rattanakitpaisan), một cậu bé với vẻ ngoài đáng ngờ có những hành động kỳ lạ giống như có một bí mật nào đó được chuyển đến từ trường Parot, đang cố gắng thách thức các quy tắc của trường học, khiến Akk để mắt đến. Lý do Ayan chuyển đến trường này là để tìm ra kẻ đã khiến Dika (Patarapon To-oun), chú của anh ta tự tử. Và bằng chứng duy nhất ở đó là một cuốn sổ cũ đã nói với anh ấy rằng nguyên nhân là do ai đó trong trường này.
Và khi Ayan nhận ra rằng mình đang bị theo dõi bởi Akk, anh ta cảm thấy bất chấp và muốn bắt nạt người kia. Cho đến khi cả hai trở thành đối thủ của nhau theo mặc định, nhưng sau khi gần gũi và dành nhiều thời gian cho nhau , Akk bắt đầu cảm thấy xấu hổ và trái tim anh chạy đua với Ayan cho đến khi anh phải liên tục từ chối chính mình, rằng anh ấy không cảm thấy gì về đứa trẻ mới này, và có một trận đánh ghen với Thuaphu (Thanawin Teeraphosukarn), một chàng trai ưu tú của trường dường như đặc biệt gần với Ayan, nhưng nhịp tim này lại xuất hiện những nghi ngờ khi Akk nhận thấy Ayan đó có một cuốn sổ cũ không cho ai đụng vào. Akk đã cố gắng tìm cách lấy cuốn sổ đó để biết tại sao Ayan lại chuyển đến trường này và báo cáo thầy Chandok (Vacharakiat Boonphakdee), người đã yêu cầu anh theo dõi hành vi của Ayan . Mặc dù tất cả các giáo viên trong trường này đều không hài lòng với hành vi của những đứa trẻ trong trường đã đi chệch hướng, nhưng vẫn có cô giáo Sani (Phatchatorn Thanawat) Giáo viên trưởng giúp học sinh từ xa bởi vì họ không có đủ quyền lực trong trường Suppalo.

## Diễn viên

### Diễn viên chính
- Kanaphan Puitrakul (First) vai Akk
- Thanawat Rattanakitpaisan (Khaotung) vai Ayan

### Diễn viên phụ
- Thanawin Teeraphosukarn (Louis) vai Thuaphu
- Trai Nimtawat (Neo) vai Kanlong
- Chayapol Jutamas (AJ) vai Wasuwat
- Pawin Kulkaranyawich vai Namo
- Phatchatorn Thanawat (Ployphach) vai Sani
- Inthira Charoenpura (Sine) vai Waree
- Chavitpong Pusomjitsakul (Pak) vai Jamnan
- Vitsarut Suwinijjit (Tee) vai Jamnong
- Natthanon Petkaew (Petch) vai Jamnian
- Vacharakiat Boonphakdee (Yai) vai Chadok
- Amata Piyavanich (Jum) vai mẹ của Ayan
- Patarapon To-oun (Ron) vai Dika (chú của Ayan)
- Sawanee Utoomma (Iang) vai Hiệu trưởng

### Khách mời
- Burapa Khuruwityophat (Golf) vai học sinh (Tập 1)
- Tanwarin Sukkhapisit (Golf) vai Golf (nhân viên quán cà phê) (Tập 4, 5, 12)
- Thanaboon Kiatniran (Aou) vai Mes (Tập 5, 6, 10)
- Nonthakorn Chatchue (Rossi) vai học sinh (Tập 5, 7)
- Gandhi Wasuwitchayagit vai bố dượng của Thuaphu (Tập 5, 6, 8)
- Nirodha Ruencharoen (Earth) vai Earth (MC giới thiệu sách) (Tập 7)
- Prapt vai tác giả giới thiệu sách (Tập 7)
- Duangjai Hiransri vai mẹ của Akk (Tập 7, 8, 12)
- Apirak Chaipanha (Yokee) vai thanh tra (Tập 11, 12)

## Nhạc phim
| Tên bài hát                  | Thể hiện                             | Ref.  |
| ---------------------------- | ------------------------------------ | ----- |
| คลาด (OVER THE MOON) (Khlat) | Thanawat Rattanakitpaisan (Khaotung) | [ 4 ] |

## Đón nhận

### Rating truyền hình Thái Lan
- Trong bảng dưới đây, màu xanh biểu thị rating thấp nhất và màu đỏ biểu thị rating cao nhất.

| Tập        | Khung giờ (UTC+07:00) | Ngày phát sóng       | Tỷ lệ rating trung bình | Ref.  |
| ---------- | --------------------- | -------------------- | ----------------------- | ----- |
| 1          | Thứ Sáu, 20:30        | 12 tháng 8 năm 2022  | 0.051%                  | [ 5 ] |
| 2          | Thứ Sáu, 20:30        | 19 tháng 8 năm 2022  | 0.040%                  | [ 6 ] |
| 3          | Thứ Sáu, 20:30        | 26 tháng 8 năm 2022  |                         |       |
| 4          | Thứ Sáu, 20:30        | 2 tháng 9 năm 2022   |                         |       |
| 5          | Thứ Sáu, 20:30        | 9 tháng 9 năm 2022   |                         |       |
| 6          | Thứ Sáu, 20:30        | 16 tháng 9 năm 2022  |                         |       |
| 7          | Thứ Sáu, 20:30        | 23 tháng 9 năm 2022  |                         |       |
| 8          | Thứ Sáu, 20:30        | 30 tháng 9 năm 2022  |                         |       |
| 9          | Thứ Sáu, 20:30        | 7 tháng 10 năm 2022  |                         |       |
| 10         | Thứ Sáu, 20:30        | 14 tháng 10 năm 2022 |                         |       |
| 11         | Thứ Sáu, 20:30        | 21 tháng 10 năm 2022 |                         |       |
| 12         | Thứ Sáu, 20:30        | 28 tháng 10 năm 2022 |                         |       |
| Trung bình | Trung bình            | Trung bình           | – 1                     | – 1   |

^1  Dựa trên tỷ lệ rating trung bình mỗi tập.

## Giải thưởng và đề cử
| Năm  | Giải thưởng                             | Hạng mục          | Nhân vật/Tác phẩm được đề cử | Kết quả   | Ref.  |
| ---- | --------------------------------------- | ----------------- | ---------------------------- | --------- | ----- |
| 2023 | 8th Golden Ginnaree Public Honor Awards | Best Screenwriter | The Eclipse                  | Đoạt giải | [ 7 ] |
| 2023 | 8th Golden Ginnaree Public Honor Awards | Best Director     | Tanwarin Sukkhapisit (Golf)  | Đoạt giải | [ 7 ] |